# Соколовский, Андрей Владимирович
Андре́й Влади́мирович Соколо́вский (укр. Андрій Володимирович Соколовський; род. 16 июля 1978, Москва) — украинский легкоатлет, специалист по прыжкам в высоту. Выступал за сборную Украины по лёгкой атлетике в конце 1990-х — середине 2000-х годов, обладатель серебряной медали чемпионата мира в помещении, многократный победитель и призёр первенств национального значения, участник двух летних Олимпийских игр. Мастер спорта Украины международного класса.

## Биография
Андрей Соколовский родился 16 июля 1978 года в Москве.
Занимался лёгкой атлетикой в Виннице, представлял спортивное общество «Динамо».
Впервые заявил о себе на международном уровне в сезоне 1999 года, когда вошёл в состав украинской национальной сборной и выступил на чемпионате мира в помещении в Маэбаси, где в зачёте прыжков в высоту стал шестым. Также в этом сезоне выиграл серебряную медаль на молодёжном европейском первенстве в Гётеборге, выступил на Универсиаде в Пальме и на чемпионате мира в Севилье.
В 2000 году впервые стал чемпионом Украины в прыжках в высоту. Благодаря череде удачных выступлений удостоился права защищать честь страны на летних Олимпийских играх в Сиднее — на предварительном квалификационном этапе прыгнул на 2,24 метра, чего оказалось недостаточно для выхода в финал.
В 2001 году с результатом 2,29 завоевал серебряную медаль на чемпионате мира в помещении в Лиссабоне, уступив в финале только шведу Стефану Хольму. На чемпионате мира в Эдмонтоне в финал не вышел.
На чемпионате Европы в помещении 2002 года в Вене был четвёртым.
В 2003 году стал восьмым на чемпионате мира в помещении в Бирмингеме и на чемпионате мира в Париже, шестым на Всемирном легкоатлетическом финале в Монте-Карло.
В 2004 году занял седьмое место на чемпионате мира в помещении в Будапеште. На Олимпийских играх в Афинах в прыжках в высоту показал результат 2,32 метра, расположившись в финале на пятой позиции. Кроме того, в этом сезоне стал пятым на Всемирном легкоатлетическом финале в Монте-Карло.
В 2005 году выступил на чемпионате Европы в помещении в Мадриде, занял 13-е место на чемпионате мира в Хельсинки, пятое место на Всемирном легкоатлетическом финале в Монте-Карло. На турнире Golden Gala в Риме установил свой личный рекорд в прыжках в высоту на открытом стадионе — 2,38 метра.
В 2006 году был шестым на чемпионате мира в помещении в Москве, отметился выступлением на чемпионате Европы в Гётеборге.
Завершил спортивную карьеру по окончании сезона 2011 года.